# TrapWire

Logo

TrapWire Inc. (engl. Schlinge, Fallstrick) ist ein Sicherheitsunternehmen in den Vereinigten Staaten (Sitz: Reston, Virginia), das zur Terrorismusbekämpfung Videoüberwachungsmaßnahmen in den USA und Großbritannien koordiniert. TrapWire ist auch der Name der Software. Das Überwachungssystem besteht seit 2003.

## Funktion
Das System überwacht den Nahverkehr, öffentliche Plätze, aber auch Hotels oder Casinos.
Die Funktionsweise wurde von den Mitarbeitern der Firma wie folgt beschrieben:
„Berichte über verdächtige Bewegungen aus allen Einrichtungen des TrapWire-Netzwerks werden in einer zentralen Datenbank verknüpft und durchlaufen eine Mustererkennung, die nach Hinweisen auf terroristische Ortsausspähungen oder andere Vorbereitungen von Anschlägen sucht.“
Im August 2012 veröffentlichte WikiLeaks E-Mails des Unternehmens Stratfor und machte das seit Jahren existierende TrapWire-Überwachungsnetzwerk damit öffentlich bekannt. In der Folge kam es zu Distributed-Denial-of-Service-Attacken gegen die Webseiten von WikiLeaks, die über mehrere Tage anhielten.
Netzaktivisten riefen für den 20. Oktober 2012 zum globalen Protesttag gegen INDECT und TrapWire auf.

## Bezüge zu anderen Abraxas Engagements
TrapWire Inc. ist im Besitz der Abraxas Corporation, deren Eigentümer Cubic Corporation das Unternehmen im November 2010 gegen einen Barbetrag in Höhe von 124.000.000 US$ erwarb. Eine der Voraussetzungen für die Transaktion war es, im Vorfeld alle mit der Software TrapWire verbundenen Aktivitäten so auszulagern, dass sie in keiner Form mit dem Namen Abraxas in Verbindung gebracht werden.
Im Mai 2008 erwarb die Abraxas Corporation Anonymizer, einen Anonymisierungsdienst, der weltweit unter anderem auch von politischen Aktivisten verwendet wird.